# Илия Касев
Илия (Ильо, Ило) Марков Касев (Касов, Касо) е български революционер, деец на Вътрешната македоно-одринска революционна организация.

## Биография
Илия Касев е роден през 1871 година във велешкото село Долно Чичево, Османската империя, днес Северна Македония. Влиза във ВМОРО и през 1908 година става войвода на велешката градска чета. В същата година властите го арестуват, осъждат на 15 години и заточват в Синоп. Освободен през април 1914 година, отново се заема с революционна дейност и през юли влиза в четата на Владимир Сланков. Предадени от сърбоманския кмет на Скачинци Христо Поппавлов, четниците са обградени от сръбските контрачети на Йован Бабунски, Василие Търбич и Божко Вирянец. След сражение на 8 (нов стил 26) август загиват всички без един четник. Илия Касев се самоубива, смятайки се за отговорен за това че се е доверил на кмета на Скачинци.